# Breme bolezni
Brême bolézni je analiza, s katero se ovrednotijo zdravstveni izidi bolezni oziroma zdravstveno stanje izbrane populacije. Meri se s stroški, smrtnostjo, obolevnostjo in drugimi kazalniki. Pogosto se ovrednoti z leti zdravstveno kakovostnega življenja (QALY, angl. quality-adjusted life year) ali leti življenja, prilagojenimi nezmožnosti (DALY, angl. disability-adjusted life year); oba kazalnika prikazujeta število let življenja, izgubljenih zaradi bolezni. Eno leto življenja, prilagojeno nezmožnosti, predstavlja eno zdravo leto, ki ga bolnik izgubi, skupno breme bolezni pa predstavlja mero vrzeli življenja, torej razliko med trenutnim  in idealnim zdravstvenim stanjem (pri čemer se upošteva, da posameznik doseže starost brez bolezni ali nezmožnosti). Glede na eno od raziskav, ki so jo objavili v letu 2015, sta med deset najpomembnejšimi vzroki izgube let življenja zaradi bolezni bolečina v hrbtenici in velika depresivna motnja, ki povzročita večje izgube zdravih let življenja kot na primer sladkorna bolezen, kronična obstruktivna pljučna bolezen in astma skupaj. Raziskava je bila zelo obsežna in je temeljila na podatkih iz 188 držav ter je prišla do zaključka, da so se v svetovnem merilu leta življenja, prilagojena nezmožnosti zvišala na račun zdravih let življenja, ki jih bolniki izgubijo zaradi nezmožnosti (DALY leta 1990 21,1 %, DALY leta 2013 31,2 %).